# Ulrika Johansson (fotbollsspelare)
Ulrika Johansson, född 1971, är en svensk före detta fotbollsspelare i Bälinge IF. Hon har flest A-lagsmatcher inom Bälinge damfotboll.
Johansson var med och tog cupsilver med Bälinge 1996. Hon gjorde klubbens enda mål när de förlorade mot Älvsjö AIK med 1–2 i cupfinalen.